# Reizo Koike
Reizo Koike (Japón, 12 de diciembre de 1915-3 de agosto de 1998) fue un nadador japonés especializado en pruebas de estilo braza, donde consiguió ser medallista de bronce olímpico en 1936 en los 200 metros.

## Carrera deportiva
En los Juegos Olímpicos de Berlín 1936 ganó la medalla de bronce en los 200 metros estilo braza con un tiempo de 2:44.2 segundos, tras su compatriota el japonés Tetsuo Hamuro (oro con 2:42.5 segundos) y el alemán Erwin Sietas.